# بيكي غريفين
ريبيكا (بيكي) غريفين (بالعبرية: רבקה " בקי " גריפין) (مواليد 27 ديسمبر 1977) عارضة أزياء، مذيعة، وممثلة إسرائيلية.
ولدت غريفين في جفعاتايم، إسرائيل. كانت والدتها أريئيلا تعمل محاسبة لسلسلة ستيماتزكي لبيع الكتب ومن أصل يمني. والدها بوب غريفين أميركي أيرلندي الذي كان لاعب كرة سلة محترف في الدوري الإسرائيلي للمحترفين لكرة السلة من 1972 إلى 1979 ثم أصبح فيما بعد أستاذا للأدب . اكتشفت لأول مرة في المجال الإعلانات التجارية في سن الحادية عشر. عندما بلغت العشرين من العمر صارت نجمة الإعلانات التجارية والحملات ثم حصلت على أول وظيفة لها في التلفزيون كمراسلة رياضية للقناة الرياضية الإسرائيلية. استضافت أيضا برامج الشباب على قناة الإسرائيلية الأولى وعملت كمراسلة في برنامج إريف توف وبرنامج داخل خارج. لعبت أيضا دور البطولة في فيلم ماتانا مي شاماييم وظهرت كضيفة شرف في عدة مسلسلات تلفزيونية .
في 12 مايو 2003 فازت بفرصة عمل لتصبح فيجي على قناة إم تي في أوروبا وبالتالي تركت القناة الرياضية. حتى عام 2005 بقيت غريفين في بريطانيا وظهرت على القناة بوصفها مستضيفة برنامج مخطط قاعة الرقص، الرسم البياني العالمي السريع، والعديد من العروض الأوروبية.
خلال فترة وجودها في المملكة المتحدة أختيرت جريفين نجمة لحملة ترويج سيارة نيسان ميكرا في جميع أنحاء أوروبا.
في ديسمبر 2003 أختيرت لقيادة حملة شركة ملابس الموضة كاسترو.
عادت إلى إسرائيل في عام 2005 حيث التحقت بعد عام كطالبة تخصص الأفلام والتلفزيون في جامعة تل أبيب وكان إحدى قادة الاضراب الطلابي في عام 2007.
في عام 2008 أصبحت بيكي مراسلة قناة الدوري الأوروبي العاشرة وفي عام 2010 استضافت برنامج داخل كرة السلة الإسرائيلية وهي مجلة بثت على عدة محطات الكابل الأمريكية.
في أغسطس 2011 قادت غريفين حملة للفت الانتباه الدولي إلى موقع الإنترنت لشركة مستحضرات التجميل نيفيا بسبب رفضها إدراج إسرائيل كدولة بينما تعترف بوجود الأراضي الفلسطينية. جريفين كتبت رسالة إلى نيفيا نشرتها على صفحتها في الفيسبوك تدعوا لمقاطعة منتجات نيفيا. أثار مذيع الراديو جلين بيك القضية على برنامجه الإذاعي صباح يوم 4 أغسطس 2011 وبعد عدة دقائق أدرج موقع نيفيا إسرائيل كدولة. في ذلك اليوم صرحت نيفيا لمجلة بليز أن الموقع الإسرائيلي كان تحت الإنشاء ولذا لم يتم ذكره.

## روابط خارجية
- بيكي غريفين على موقع IMDb (الإنجليزية)